# Рацлавицка (станция метро)
«Рацлави́цка» (пол. Racławicka) (A9) — станция Варшавского метрополитена. Расположена на пересечении улиц Рацлавицкой, Викторской с аллеей Независимости.

## Описание
Название станции было выбрано решением городского совета Варшавы 16 декабря 1983.
Открыта 7 апреля 1995 года в составе первого пускового участка Варшавского метрополитена «Кабаты» — «Политехника».
Станция односводчатая, мелкого заложения. Оформление — серое, с красными стенами. Островная платформа имеет ширину 10 м и длину 120 м. С поверхностью соединяется 2 лестницами (северной и южной) и лифтом для инвалидов на Рацлавицкой улице. Это единственная станция метро в Варшаве, на которой нет туалетов.
Рядом со станцией проходят 2 дневных автобусных маршрута (174, 700) и один ночной (N36). Остановка находится у выхода на Викторскую улицу (северного).